# Macromitrium fasciculare
Macromitrium fasciculare är en bladmossart som beskrevs av Mitten 1859. Macromitrium fasciculare ingår i släktet Macromitrium och familjen Orthotrichaceae. Inga underarter finns listade i Catalogue of Life.